# Pokój w Akwizgranie (812)
Pokój w Akwizgranie – traktat pokojowy zawarty 12 stycznia 812 r. w Akwizgranie między cesarzem rzymskim, Karolem Wielkim, a cesarzem bizantyńskim, Michałem I Rangabeuszem, kończący kilkuletni konflikt między państwami o Dalmację, Wenecję oraz przyznanie Karolowi Wielkiemu tytułu cesarza.

## Geneza – konflikt bizantyńsko-frankijski (800–812)
Podbój północnej Italii i Istrii oraz najazd na Panonię pod koniec VIII w. doprowadziły do bezpośredniego kontaktu Franków ze strefą wpływów Bizancjum. Koronacja Karola Wielkiego na cesarza rzymskiego, w 800 r., tylko pogorszyła nie najlepsze relacje obu mocarstw. Konflikt dotyczył również stosunków między ludnością romańską miast dalmatyńskich, a ludnością słowiańską poza miastami. Podczas wojen frankijsko-awarskich Słowianie pomagali Frankom, a ludność romańska pozostała przy Bizancjum. Wraz z koronacją Karol Wielki przybliżył się do realizacji swojego celu, jakim było odnowienie antycznego cesarstwa rzymskiego. Władca liczył, że poprzez małżeństwo z bizantyńską cesarzową Ireną uprawomocni swój tytuł cesarski oraz na powrót zjednoczy wschodnie i zachodnie cesarstwo. Plan ten nie powiódł się w wyniku usunięcia Ireny z tronu, w 802 r., i zastąpienia jej przez Nicefora I. Na drodze dalszej ekspansji Franków stanęła bizantyńska Dalmacja – okrążona już wówczas przez frankijskie terytoria od wschodu i zachodu.
Bizancjum było wyraźnie osłabione długotrwałymi sporami wokół ikonoklazmu oraz walkami o tron i nie miało wystarczająco silnego wpływu na miasta dalmatyńskie i Wenecję Z tego powodu coraz liczniej na tych terenach do głosu dochodzili zwolennicy władzy frankijskiej. W Wenecji Karol Wielki znalazł sojuszników w postaci niektórych duchownych i hierarchów kościelnych, którzy w 803 r. zbuntowali się przeciwko centralnej władzy w Konstantynopolu. Buntownikom przewodził miejski patriarcha Fortunat, który w nagrodę otrzymał jurysdykcję nad biskupami istryjskimi. Najprawdopodobniej jeszcze w tym samym roku, frankijskie wojska zajęły całą Dalmację, lub przynajmniej jedną z jej lądowych części. Dzięki przejętej weneckiej flocie, Karol Wielki mógł zagrażać również dalmatyńskim miastom przybrzeżnym. Z powodu zagrożenia frankijskiego, pozostawieni bez wsparcia Kościoła, romańscy dalmatyńczycy, wraz ze Słowianami (być może również z Longobardami i Awarami), stale wahali się między lojalnością dawnemu, wschodniemu cesarstwu, a uznaniem zwierzchności Franków. W Dalmacji na czele stronnictwa frankijskiego stał zadarski biskup Donat i dux (książę) Pavao. M.in. dzięki Donatowi, pod wpływem militarnego nacisku ze strony Franków, dalmatyńskie miasta ostatecznie oddały władzę Karolowi Wielkiemu, a metropolia dalmatyńska otworzyła się na frankijskie wpływy, które do czasów współczesnych zachowały się m.in. w postaci kościoła św. Donata w Zadarze z początku IX w.
Mimo iż Dalmacja i Istria najprawdopodobniej podporządkowane były Karolowi Wielkiemu, to nie zostały wspomniane w Divisio Regnorum (dokumencie pochodzącym z 806 r., mówiącym o podziale Imperium między synów Karola). Być może cesarz przemilczał te tereny, ponieważ ostatecznie i tak zamierzał oddać je Bizancjum w zamian za przyznanie tytułu cesarskiego. Niezależnie od tego, frankijska władza nad miastami dalmatyńskimi była krótkotrwała i prawdopodobnie tylko pośrednia. Cesarz Nicefor nie mógł jednak dopuścić do utraty wpływów Bizancjum w Wenecji i Dalmacji, toteż w 806 r. wysłał flotę na czele z admirałem Niketasem Orifasem, przed którym postawiono zadanie przywrócenie bizantyńskiej zwierzchności sprzed najazdów frankijskich i wenecko-dalmatyńskich buntów przeciwko władzy w Konstantynopolu. Pepin Longobardzki (syn Karola Wielkiego prowadzący wojnę z Bizancjum) zmuszony został do dwuletniego rozejmu. Po dwóch latach Dalmacja i Wenecja najprawdopodobniej powróciły pod władzę bizantyjską. W trakcie kolejnych kilku lat dochodziło do wielu starć, a ich kuluminacją było nieudane oblężenie Wenecji w 810 r. prowadzone przez Pepina Longobardzkiego. Żadna ze stron ostatecznie nie mogła ogłosić pełnego zwycięstwa.

## Traktat pokojowy
Zakończenie długoletnich wojen stało się realne, kiedy niespodziewanie zmarł Pepin Longobardzki, a krótko po tym, w walce z Bułgarami, zabity został cesarz Nicefor. Zarówno nowy cesarz, Michał I Rangabeusz, jak i Karol Wielki nie byli zainteresowani dalszymi wojnami, z tego powodu, 12 stycznia 812 r., zawarto traktat pokojowy w Akwizgranie, na którym zdecydowano, iż oba mocarstwa mogą zachować to, co w momencie podpisania pokoju posiadały. W zamian za Wenecję, miasta i wyspy dalmatyńskie, Karol Wielki otrzymał od Bizancjum tytuł cesarski. Był to duży sukces polityki władcy, ponieważ po raz pierwszy od blisko trzystu lat cesarze w Konstantynopolu musieli przyznać, iż nie są jedynymi władcami chrześcijańskiego świata. Oprócz tego Frankowie otrzymali kontynentalną Chorwację, znaczną część Dalmacji (z wyłączeniem przybrzeżnych miast i niektórych wysp bizantyńskich) i Istrię, która z czasem została całkowicie zokcydentalizowana. Prawdopodobnie granica wpływów mocarstw w Dalmacji nie została wyznaczona dostatecznie precyzyjnie, gdyż w 817 r. doszło do sporu między mieszkańcami dalmatyńskich miast a Słowianami. Z tego powodu na dwór frankijski (wtedy już do cesarza Ludwika I Pobożnego) przybyła bizantyńska delegacja. Najprawdopodobniej po tej interwencji wszystkie niejasności zostały rozwiązane, ponieważ źródła milczą o jakichkolwiek dalszych sporach granicznych.
Traktat z Akwizgranu miał duże znaczenie dla przyszłego rozwoju ziem chorwackich. Bizancjum zachowało swoją władzę nad wyspami i miastami przybrzeżnymi, jednak największa część wybrzeża z częścią kontynentalną przypadła Frankom, którzy rozpoczęli tam organizację władzy przy pomocy lokalnych książąt. W ten sposób powstała podstawa średniowiecznego księstwa chorwackiego, tzw. Chorwacji Dalmatyńskiej. Podział Dalmacji na część kontynentalną (związaną z Zachodem) i przybrzeżną (związaną ze Wschodem) scharakteryzował kolejne wieki chorwackich dziejów.